# شيريل كول
شيريل آن فيرنانديز فيرسيني تُعرف أيضاٍ بـ « شيريل كول» (ولدت 30 يونيو 1983) (بالإنجليزية: Cheryl Fernandez Versini)‏ مغنية بريطانية فنانة بوب وراب، كاتبة أغاني وراقصة. اشتهرت في 2002 بعد اشتراكها في برنامج بوبستارز: ذا رايفلز، هدف البرنامج هو إنشاء فريق بوب رجالي لينافس فريق بوب نسائي. نجحت شيرل في حجز مقعد لها في الفريق النسائي غيرلز الآود حيث حقق الفريق شهرة واسعة جداً في بريطانيا مسجلاً رقم قياسي عالمي في وصول اغنياتهم المنفردة الي تصنيف الأغنيات العشر الأوائل (أربعة منها وصلت للترتيب الأول) وستة البومات بلاتنوم (اثنان منهما وصل للترتيب الأول). وحصل الفريق على خمس ترشيحات جوائز بريت من 2005 إلى 2010. في عام 2009 فازت فرقة غيرلز الآود بالاغنية «ذا برومس The Promise» كأفضل أغنية. في بداية عام 2013 آعلنت الفرقة انها افترقت.
بدأت شيريل على مهنة منفردة وصدر لها أول ألبوم منفرد 2009 «3 كلمات 3 Words»، أصبح الألبوم نجاحا تجاريا، واصدر ثلاثة أغاني فردية مصورة ناجحة في صدارتهم أغنية «الكفاح من أجل هذا الحب Fight For This Love» والتي حققت المركز الأول في المملكة المتحدة لتصبح أفضل أغنية بيعت لذلك العام. شهد عام 2010 انطلاقة ثاني ألبوم لشيريل «قطرات مطر فوضوية Messy Little Raindrops» والذي انتج اغنيتان مصورتنا إحداهما «برومس ذس Promise This» التي أيضا حققت المركز الأول.
اصدرت شيريل ألبومها المنفرد الثالث «مليون نور A Million Lights» في 18 يونيو 2012، في صدارته الأغنية المصورة «نادِ اسمي Call My Name» التي أصبحت ثالث أغنية لها تحقق المركز الأول.
أُطلق ألبوم «مجرد إنسان Only Human» عام 2014 مُحملاً باغنيتان مصورتنا «الحب الغبي المجنون Crazy Stupid Love» و «لا يهمني I Don't Care». تصدرت الاغنيتان رقم واحد في المملكة المتحدة، مما جعل شيريل الأنثى البريطانية الوحيدة التي لديها خمسة أغاني في المركز الأول في المملكة المتحدة.
أصبحت شيريل رمز أسلوب معترف ومصور بها، يشار إليها برمز للموضة من قبل الصحافة، وقد تم تصويرها لأغلفة مجلات عديدة ك فوغ البريطانية، ماري كلير، إيلي، وهاربرز بازار. وأصبحت الوجه الجديد لشركة مستحضرات التجميل لوريال.
كانت شيريل متزوجه لاعب كرة القدم الإنجليزي آشلي كول من يوليو 2006 حتى سبتمبر 2010، لكنها تطلقت منه بعد الإعلان عن انفصالهما في وقت سابق من ذلك العام.
أصبحت شيريل حكم في البرنامج الغنائي «اكس فاكتور X Factor» نسخة المملكة المتحدة في عام 2008، لتصبح الحكم الفائز مرتين من اصل ثلاثة مواسم كانت الحكم فيها. في عام 2011، غادرت شيريل النسخة البريطانية من اكس فاكتور لِتُحكم النسخة الأمريكية. ولكن غادرت خلال مرحلة الاختبارات، وتناقلت الاشاعات انها أُقيلت. في 10 مارس 2014 اُعلن أن شيريل عادت للجنة التحكيم لبرنامج اكس فاكتور النسخة البريطانية من سلسلته الحادي عشر، بجانب الحكام سايمون كاول، ميل بي، لويس والش. موقعه عقد 1.5£ مليون جنيه استرليني. قدرت القيمة الصافية لشيريل في أكتوبر 2014 بمبلغ 20£ مليون جنيه استرليني.

## النشأة
ولدت شيريل في نيوكاستل، هي الرابعة من خمسة أطفال من امها جوان كالاهان، والاولى من الطفلين لأبيها غاري تويدي، انفصل والداها وهي في 11 من عمرها. اهتمت بالرقص منذ سنة مبكرة، بدأت رقص التسلسل في سن الرابعة. قبل انضمامها لمدرسة الباليه الملكي في سن التاسعة، ظهرت في حفلات رقص في برامج تلفزيونية مختلفة في المملكة المتحدة.

## مشاريع أخرى
كعضوه في فرقة غيرلز الآود، اطلقن مجموعة من الرموش الصناعية، وكاحتفال بالذكرى السنوية العاشرة لتكوّن الفرقة، صممت كل عضوة سوار.
تم نشر أول كتاب رسمي لشيريل، بعنوان من خلال عيني، يوم 30 سبتمبر 2010 من قبل صحافة بانتام. من خلال عيني يرمي إلى إظهار شيريل في استوديو التسجيل، وراء كواليس اكس فاكتور، وفي مواقع التصوير. وقالت ان الكتاب «مليء بالصور التي التقطت في تلك اللحظات لها وللناس الأقرب لها». شيريل أصبحت موضوع العديد من كتب السير الذاتية الغير المصرح بها، وكذلك الكتب التي فصّلت علاقتها من آشلي كول والطلاق منه. كتاب السيرة ذاتية لشيريل بعنوان شيريل: قصتي نشر في 11 أكتوبر 2012. يحتوي الكتاب عن علاقاتها مع سايمون كويل وزوجها السابق اشلي كول. بيعت 275,000 نسخة في فبراير 2013، محققا 2.5£ مليون في المبيعات.
اعلنت شيريل عن أول عطر لها باسم «ستورم فلور StormFlower» عبر مشاركة صورة في موقع التواصل الاجتماعي انستقرام، نشرت الصورة من موقع التصوير لإعلان العطر.

## الجوائز والترشيحات
| السنة | مقدم الجائزة                             | الجائزة                                                             | النتيجة |
| ----- | ---------------------------------------- | ------------------------------------------------------------------- | ------- |
| 2007  | Nickelodeon UK Kids' Choice Awards       | أفضل مغنية Best Female Singer                                       | مرشحة   |
| 2007  | فيرجن ميديا ليمتد Awards                 | المرأة الأكثر إثارة Most Fanciable Female                           | فازت    |
| 2008  | فيرجن ميديا ليمتد Awards                 | الانثى الأكثر إثارة Hottest Female                                  | مرشحة   |
| 2008  | Heat Magazine Awards ‏                    | المرأة الأكثر جاذبية Sexiest Female                                 | فازت    |
| 2008  | Heat Magazine Awards ‏                    | أفضل حكم برنامج واقعي Best Reality TV Judge                         | فازت    |
| 2009  | غلامور                                   | شخصية تلفزيونية TV Personality                                      | فازت    |
| 2009  | إف إتش إم 100 Sexiest Women in the World | المركز الأول. المرأة الأكثر جاذبية No. 1 Sexiest Woman in the World | فازت    |
| 2009  | Style Network Awards                     | المرأة الأكثر اناقة Best Dressed Woman                              | فازت    |
| 2009  | Style Network Awards                     | ايقونة الستايل للعقد Style Icon of the Decade                       | فازت    |
| 2009  | BBC Switch Live Awards                   | ملكة الحفلة لسويتش Switch's Prom Queen                              | فازت    |
| 2009  | فيرجن ميديا ليمتد Awards                 | المرأة الأكثر جاذبية Hottest Female                                 | فازت    |
| 2009  | فيرجن ميديا ليمتد Awards                 | اسطورة العام Legend of the Year                                     | مرشحة   |
| 2009  | غلامور                                   | الأكثر أناقة Best Dressed                                           | فازت    |
| 2010  | 2010 BRIT Awards                         | الأغنية البريطانية British Single ("Fight for This Love")           | مرشحة   |
| 2010  | غلامور                                   | الأكثر اناقة Best Dressed                                           | فازت    |
| 2010  | غلامور                                   | امرأة العام Woman of the Year                                       | فازت    |
| 2010  | إف إتش إم 100 Sexiest Women in the World | المركز الأول. المرأة الأكثر جاذبية No. 1 Sexiest Woman in the World | فازت    |
| 2010  | BT Digital Music Awards                  | أفضل فنانة Best Female Artist                                       | فازت    |
| 2010  | BT Digital Music Awards                  | أفضل أغنية Best Single ("Fight for This Love")                      | فازت    |
| 2010  | BT Digital Music Awards                  | أفضل فيديو كليب Best Video ("Fight for This Love")                  | فازت    |
| 2011  | 2011 BRIT Awards                         | الأغنية البريطانية British Single ("Parachute")                     | مرشحة   |
| 2011  | 2011 BRIT Awards                         | أفضل بريطانية Best British Female                                   | مرشحة   |
| 2011  | Elle Style Awards                        | مغنية العام Musician of the Year                                    | فازت    |
| 2011  | TRL Awards (Italy)                       | أفضل عرض جديد Best New Act                                          | مرشحة   |
| 2011  | كوزموبوليتن Awards                       | المرأة الأكثر اناقة Best Dressed Woman                              | فازت    |
| 2011  | BT Digital Music Awards                  | أفضل فنانة Best Female Artist                                       | مرشحة   |
| 2012  | فيرجن ميديا ليمتد TV Awards              | أفضل حكم Best Judge                                                 | فازت    |
| 2012  | BBC Radio 1's Teen Awards                | أفضل أغنية بريطانية Best British Single                             | مرشحة   |
| 2012  | BBC Radio 1's Teen Awards                | أفضل ألبوم بريطاني Best British Album                               | مرشحة   |
| 2012  | BBC Radio 1's Teen Awards                | أفضل عرض بريطاني موسيقي Best British Music Act                      | مرشحة   |
| 2012  | BBC Radio 1's Teen Awards                | المرأة الجذابة Female Hottie                                        | مرشحة   |
| 2013  | Nickelodeon UK Kids' Choice Awards       | الفنانة المفضلة Favourite UK Female Artist                          | مرشحة   |
| 2014  | إف إتش إم 100 Sexiest Women in the World | قاعة الشهرة Hall of Fame                                            | فازت    |
| 2014  | جوائز إم تي في الموسيقى الأوروبية        | أفضل عرض بريطاني & ايرلندي Best UK & Ireland Act                    | مرشحة   |
| 2014  | BBC Radio 1's Teen Awards                | أفضل مغنية بريطانية منفردة Best British Solo Act                    | مرشحة   |
| 2014  | BBC Radio 1's Teen Awards                | أفضل أغنية بريطانية Best British Single                             | مرشحة   |

## روابط خارجية
- شيريل كول على موقع IMDb (الإنجليزية)
- شيريل كول على موقع ميتاكريتيك (الإنجليزية)
- شيريل كول على موقع قاعدة بيانات الأفلام العربية
- شيريل كول على موقع ألو سيني (الفرنسية)
- شيريل كول على موقع ميوزك برينز (الإنجليزية)
- شيريل كول على موقع رولينغ ستون (الإنجليزية)
- شيريل كول على موقع إن إن دي بي (الإنجليزية)
- شيريل كول على موقع أول ميوزيك (الإنجليزية)
- شيريل كول على موقع ديسكوغز (الإنجليزية)
- شيريل كول على موقع قاعدة بيانات الفيلم (الإنجليزية)